# De fremmede
De fremmede er en dansk dokumentarfilm fra 1971 med instruktion og manuskript af Marian Marzynski.

## Handling
Søndag på Hovedbanegården - de fremmede mødes, spiller, diskuterer, viser fotos hjemmefra, fremviser nyerhvervelser - gør alt det, de ville gøre et hyggeligere sted, hvis de havde et.